# Kamov V-100
Kamov V-100 je bil Kamov projekt dvorotorskega bojnega helikopterja. V bistvu je bil žirodin helikopter, imel je potisni propeler na repu za večjo potovalno hitrost okrog 400 km/h. Oborožen naj bi bil z dvema topoma GSh-23 (na vsaki strani eden). Imel naj bi do 3000 kg bojnega tovora na šestih nosilcih. Oborožen naj bi bil z raketo zrak-zemlja Kh-25. Projekt so potem preklicali.